# Lista siturilor arheologice din județul Buzău - P
Lista siturilor arheologice din județul Buzău - P conține toate siturile arheologice din județul Buzău înscrise în Repertoriul Arheologic Național (RAN) și aflate în localități al căror nume începe cu litera P. RAN este administrat de Ministerul Culturii și Patrimoniului Național și cuprinde date științifice, cartografice, topografice, imagini și planuri, precum și orice alte informații privitoare la zonele cu potențial arheologic, studiate sau nu, încă existente sau dispărute.
Puteți căuta un sit din localitățile care încep cu litera P folosind formularul de mai jos sau puteți naviga prin toate siturile din județ la Lista siturilor arheologice din județul Buzău.
| Cod RAN                                  | Denumire | Localitate                             | Adresă                                | Datare                                             | Descoperit | Coordonate                                    | Imagine           | Erori            |
| ---------------------------------------- | --- | -------------------------------------- | ------------------------------------- | -------------------------------------------------- | ---------- | --------------------------------------------- | ----------------- | ---------------- |
| 48496.04.01 (Cod LMI: BZ-I-m-A-02263.02) | Situl arheologic de la Pietroasele - în vatra satului și în zona Primăriei / ansamblu Castru roman (Categorie: locuire) (Tip: Castru)                                     | sat Pietroasele, comuna Pietroasele    | În vatra satului și în zona Primăriei | romană sec. IV p.Chr                               |            | 45°05′41″N 26°34′49″E / 45.09472°N 26.58028°E | Încărcați imagine | Raportați eroare |
| 48496.04.02 (Cod LMI: BZ-I-m-A-02263.03) | Situl arheologic de la Pietroasele - în vatra satului și în zona Primăriei / ansamblu anonim (Categorie: locuire) (Tip: Terme)                                            | sat Pietroasele, comuna Pietroasele    | În vatra satului și în zona Primăriei | romană sec. IV p. Chr.                             |            | 45°05′41″N 26°34′49″E / 45.09472°N 26.58028°E | Încărcați imagine | Raportați eroare |
| 48496.04.03 (Cod LMI: BZ-I-m-A-02263.01) | Situl arheologic de la Pietroasele - în vatra satului și în zona Primăriei / ansamblu anonim (Categorie: locuire) (Tip: Necropolă)                                        | sat Pietroasele, comuna Pietroasele    | În vatra satului și în zona Primăriei | sec. IV - V p. Chr.                                |            | 45°05′41″N 26°34′49″E / 45.09472°N 26.58028°E | Încărcați imagine | Raportați eroare |
| 48496.04.04 (Cod LMI: BZ-I-m-A-02263.04) | Situl arheologic de la Pietroasele - în vatra satului și în zona Primăriei / ansamblu anonim (Categorie: locuire) (Tip: Așezare civilă)                                   | sat Pietroasele, comuna Pietroasele    | În vatra satului și în zona Primăriei | Sântana de Mureș - Cerneahov sec. IV               |            | 45°05′41″N 26°34′49″E / 45.09472°N 26.58028°E | Încărcați imagine | Raportați eroare |
| 46901.02.01                              | Necropola de la Pitulicea - "Movila Snagov" / ansamblu anonim (Categorie: descoperire funerară) (Tip: Necropolă)                                                          | sat Pitulicea, comuna Glodeanu Sărat   | Movila Snagov                         |                                                    |            |                                               | Încărcați imagine | Raportați eroare |
| 46901.01.01                              | Necropola de la Pitulicea - "Movila Pitulicea" / ansamblu anonim (Categorie: descoperire funerară) (Tip: Necropolă)                                                       | sat Pitulicea, comuna Glodeanu Sărat   | Movila Pitulicea                      |                                                    |            |                                               | Încărcați imagine | Raportați eroare |
| 46901.01.02                              | Necropola de la Pitulicea - "Movila Pitulicea" / ansamblu anonim (Categorie: descoperire funerară) (Tip: Necropolă)                                                       | sat Pitulicea, comuna Glodeanu Sărat   | Movila Pitulicea                      |                                                    |            |                                               | Încărcați imagine | Raportați eroare |
| 47890.07.01                              | Situl arheologic de la Proșca - "pârâul Proșca Seacă" / ansamblu anonim (Categorie: locuire civilă) (Tip: Așezare)                                                        | sat Proșca, comuna Năeni               |                                       |                                                    |            |                                               | Încărcați imagine | Raportați eroare |
| 47890.07.02                              | Situl arheologic de la Proșca - "pârâul Proșca Seacă" / ansamblu anonim (Categorie: locuire civilă) (Tip: Așezare)                                                        | sat Proșca, comuna Năeni               |                                       |                                                    |            |                                               | Încărcați imagine | Raportați eroare |
| 47890.06.01                              | Situl arheologic de la Proșca - la confluența Proșca și Proșca Seacă / ansamblu anonim (Categorie: locuire civilă) (Tip: Așezare)                                         | sat Proșca, comuna Năeni               |                                       | sec. IV                                            |            |                                               | Încărcați imagine | Raportați eroare |
| 47890.06.02                              | Situl arheologic de la Proșca - la confluența Proșca și Proșca Seacă / ansamblu anonim (Categorie: locuire civilă) (Tip: Așezare)                                         | sat Proșca, comuna Năeni               |                                       |                                                    |            |                                               | Încărcați imagine | Raportați eroare |
| 47890.05.01                              | Situl arheologic de la Proșca - "Dealul Proșca" / ansamblu anonim (Categorie: locuire civilă) (Tip: Așezare)                                                              | sat Proșca, comuna Năeni               |                                       |                                                    |            |                                               | Încărcați imagine | Raportați eroare |
| 47890.05.02                              | Situl arheologic de la Proșca - "Dealul Proșca" / ansamblu anonim (Categorie: locuire civilă) (Tip: Așezare)                                                              | sat Proșca, comuna Năeni               |                                       |                                                    |            |                                               | Încărcați imagine | Raportați eroare |
| 47890.05.03                              | Situl arheologic de la Proșca - "Dealul Proșca" / ansamblu anonim (Categorie: locuire civilă) (Tip: Așezare)                                                              | sat Proșca, comuna Năeni               |                                       |                                                    |            |                                               | Încărcați imagine | Raportați eroare |
| 47890.04.01                              | Așezarea din epoca bronzului de la Proșca - "La Cășărie" / ansamblu anonim (Categorie: locuire civilă) (Tip: Așezare)                                                     | sat Proșca, comuna Năeni               | La Cășărie                            |                                                    |            |                                               | Încărcați imagine | Raportați eroare |
| 47998.01.01                              | Așezarea medievală de la Păltineni / ansamblu anonim (Categorie: locuire civilă) (Tip: Așezare)                                                                           | sat Păltineni, oraș Nehoiu             |                                       | sec. XVII - XVIII                                  |            |                                               | Încărcați imagine | Raportați eroare |
| 48147.13.01                              | Necropola de la Padina - "moșia Padina" / ansamblu anonim (Categorie: descoperire funerară) (Tip: Necropolă)                                                              | sat Padina, comuna Padina              |                                       |                                                    |            |                                               | Încărcați imagine | Raportați eroare |
| 48147.13.02                              | Necropola de la Padina - "moșia Padina" / ansamblu anonim (Categorie: descoperire funerară) (Tip: Necropolă)                                                              | sat Padina, comuna Padina              |                                       |                                                    |            |                                               | Încărcați imagine | Raportați eroare |
| 48147.12.01                              | Așezarea eneolitică de la Padina - "Movila Laturi" / ansamblu anonim (Categorie: locuire civilă) (Tip: Așezare)                                                           | sat Padina, comuna Padina              | Movila Laturi                         |                                                    |            |                                               | Încărcați imagine | Raportați eroare |
| 48147.11.01                              | Necropola neolitică de la Padina - "Părșcov" / ansamblu anonim (Categorie: descoperire funerară) (Tip: Necropolă)                                                         | sat Padina, comuna Padina              | Părșcov                               |                                                    |            |                                               | Încărcați imagine | Raportați eroare |
| 48147.10.01                              | Situl arheologic de la Padina - "Movila Căzănească" / ansamblu anonim (Categorie: locuire civilă) (Tip: Așezare)                                                          | sat Padina, comuna Padina              | Movila Căzănească                     |                                                    |            |                                               | Încărcați imagine | Raportați eroare |
| 48147.10.02                              | Situl arheologic de la Padina - "Movila Căzănească" / ansamblu anonim (Categorie: locuire civilă) (Tip: Așezare)                                                          | sat Padina, comuna Padina              | Movila Căzănească                     |                                                    |            |                                               | Încărcați imagine | Raportați eroare |
| 48147.09.01                              | Situl arheologic de la Padina - "Movila Cozieni" / ansamblu anonim (Categorie: locuire civilă) (Tip: Așezare)                                                             | sat Padina, comuna Padina              | Movila Cozieni                        |                                                    |            |                                               | Încărcați imagine | Raportați eroare |
| 48147.09.02                              | Situl arheologic de la Padina - "Movila Cozieni" / ansamblu anonim (Categorie: locuire civilă) (Tip: Așezare)                                                             | sat Padina, comuna Padina              | Movila Cozieni                        |                                                    |            |                                               | Încărcați imagine | Raportați eroare |
| 48147.08.01                              | Necropola din epoca migrațiilor de la Padina - "Movila Chijdeanca" / ansamblu anonim (Categorie: descoperire funerară) (Tip: Necropolă)                                   | sat Padina, comuna Padina              | Movila Chijdeanca                     |                                                    |            |                                               | Încărcați imagine | Raportați eroare |
| 48147.07.01                              | Necropola preistorică de la Padina - "Movila Cocora" / ansamblu anonim (Categorie: descoperire funerară) (Tip: Necropolă)                                                 | sat Padina, comuna Padina              | Movila Cocora                         |                                                    |            |                                               | Încărcați imagine | Raportați eroare |
| 48147.07.02                              | Necropola preistorică de la Padina - "Movila Cocora" / ansamblu anonim (Categorie: descoperire funerară) (Tip: Necropolă)                                                 | sat Padina, comuna Padina              | Movila Cocora                         |                                                    |            |                                               | Încărcați imagine | Raportați eroare |
| 48147.07.03                              | Necropola preistorică de la Padina - "Movila Cocora" / ansamblu Necropolă sarmatică (Categorie: descoperire funerară) (Tip: Necropolă)                                    | sat Padina, comuna Padina              | Movila Cocora                         |                                                    |            |                                               | Încărcați imagine | Raportați eroare |
| 48147.06.01                              | Situl arheologic de la Padina - "Movila Nucșoara" / ansamblu anonim (Categorie: locuire civilă) (Tip: Așezare)                                                            | sat Padina, comuna Padina              | Movila Nucșoara                       |                                                    |            |                                               | Încărcați imagine | Raportați eroare |
| 48147.06.02                              | Situl arheologic de la Padina - "Movila Nucșoara" / ansamblu anonim (Categorie: locuire civilă) (Tip: Așezare)                                                            | sat Padina, comuna Padina              | Movila Nucșoara                       |                                                    |            |                                               | Încărcați imagine | Raportați eroare |
| 48147.05.01                              | Situl arheologic de la Padina - "Movila Pastrama" / ansamblu anonim (Categorie: locuire civilă) (Tip: Așezare)                                                            | sat Padina, comuna Padina              | Movila Pastrama                       |                                                    |            |                                               | Încărcați imagine | Raportați eroare |
| 48147.05.02                              | Situl arheologic de la Padina - "Movila Pastrama" / ansamblu anonim (Categorie: locuire civilă) (Tip: Așezare)                                                            | sat Padina, comuna Padina              | Movila Pastrama                       |                                                    |            |                                               | Încărcați imagine | Raportați eroare |
| 48147.04.01                              | Situl arheologic de la Padina - "Movila Zefira" / ansamblu anonim (Categorie: locuire civilă) (Tip: Așezare)                                                              | sat Padina, comuna Padina              | Movila Zefira                         |                                                    |            |                                               | Încărcați imagine | Raportați eroare |
| 48147.04.02                              | Situl arheologic de la Padina - "Movila Zefira" / ansamblu anonim (Categorie: locuire civilă) (Tip: Așezare)                                                              | sat Padina, comuna Padina              | Movila Zefira                         |                                                    |            |                                               | Încărcați imagine | Raportați eroare |
| 48147.03.01                              | Necropola de la Padina - "Movila Băndoiu" / ansamblu anonim (Categorie: descoperire funerară) (Tip: Necropolă)                                                            | sat Padina, comuna Padina              | Movila Băndoiu                        |                                                    |            |                                               | Încărcați imagine | Raportați eroare |
| 48147.03.02                              | Necropola de la Padina - "Movila Băndoiu" / ansamblu anonim (Categorie: descoperire funerară) (Tip: Necropolă)                                                            | sat Padina, comuna Padina              | Movila Băndoiu                        |                                                    |            |                                               | Încărcați imagine | Raportați eroare |
| 48147.03.03                              | Necropola de la Padina - "Movila Băndoiu" / ansamblu anonim (Categorie: descoperire funerară) (Tip: Necropolă)                                                            | sat Padina, comuna Padina              | Movila Băndoiu                        |                                                    |            |                                               | Încărcați imagine | Raportați eroare |
| 48147.02.01                              | Așezarea medievală de la Padina / ansamblu anonim (Categorie: locuire civilă) (Tip: Așezare)                                                                              | sat Padina, comuna Padina              |                                       |                                                    |            |                                               | Încărcați imagine | Raportați eroare |
| 48147.01.01                              | Situl arheologic de la Padina - "Movila Gurigan" / ansamblu anonim (Categorie: locuire) (Tip: Așezare)                                                                    | sat Padina, comuna Padina              | Movila Gurigan                        |                                                    |            |                                               | Încărcați imagine | Raportați eroare |
| 48147.01.02                              | Situl arheologic de la Padina - "Movila Gurigan" / ansamblu anonim (Categorie: locuire) (Tip: Necropolă)                                                                  | sat Padina, comuna Padina              | Movila Gurigan                        |                                                    |            |                                               | Încărcați imagine | Raportați eroare |
| 48147.01.03                              | Situl arheologic de la Padina - "Movila Gurigan" / ansamblu anonim (Categorie: locuire) (Tip: Așezare)                                                                    | sat Padina, comuna Padina              | Movila Gurigan                        |                                                    |            |                                               | Încărcați imagine | Raportați eroare |
| 48147.01.04                              | Situl arheologic de la Padina - "Movila Gurigan" / ansamblu anonim (Categorie: locuire) (Tip: Necropolă)                                                                  | sat Padina, comuna Padina              | Movila Gurigan                        |                                                    |            |                                               | Încărcați imagine | Raportați eroare |
| 48147.01.05                              | Situl arheologic de la Padina - "Movila Gurigan" / ansamblu anonim (Categorie: locuire) (Tip: Așezare)                                                                    | sat Padina, comuna Padina              | Movila Gurigan                        |                                                    |            |                                               | Încărcați imagine | Raportați eroare |
| 48147.01.06                              | Situl arheologic de la Padina - "Movila Gurigan" / ansamblu anonim (Categorie: locuire) (Tip: Necropolă)                                                                  | sat Padina, comuna Padina              | Movila Gurigan                        |                                                    |            |                                               | Încărcați imagine | Raportați eroare |
| 48334.04.01                              | Situl arheologic de la Pătârlagele - Drăgănoiu? - "Podul Viei" / ansamblu anonim (Categorie: locuire civilă) (Tip: Așezare)                                               | oraș Pătârlagele                       | Podul Viei                            | Monteoru                                           |            |                                               | Încărcați imagine | Raportați eroare |
| 48334.04.02                              | Situl arheologic de la Pătârlagele - Drăgănoiu? - "Podul Viei" / ansamblu anonim (Categorie: locuire civilă) (Tip: Așezare)                                               | oraș Pătârlagele                       | Podul Viei                            |                                                    |            |                                               | Încărcați imagine | Raportați eroare |
| 48334.04.03                              | Situl arheologic de la Pătârlagele - Drăgănoiu? - "Podul Viei" / ansamblu anonim (Categorie: locuire civilă) (Tip: Așezare)                                               | oraș Pătârlagele                       | Podul Viei                            | sec. III - II a. Chr.                              |            |                                               | Încărcați imagine | Raportați eroare |
| 48334.04.04                              | Situl arheologic de la Pătârlagele - Drăgănoiu? - "Podul Viei" / ansamblu anonim (Categorie: locuire civilă) (Tip: Așezare)                                               | oraș Pătârlagele                       | Podul Viei                            |                                                    |            |                                               | Încărcați imagine | Raportați eroare |
| 48334.03.01                              | Necropola preistorică de la Pătârlagele / ansamblu anonim (Categorie: descoperire funerară) (Tip: Necropolă)                                                              | oraș Pătârlagele                       |                                       |                                                    |            |                                               | Încărcați imagine | Raportați eroare |
| 48334.03.02                              | Necropola preistorică de la Pătârlagele / ansamblu anonim (Categorie: descoperire funerară) (Tip: Necropolă)                                                              | oraș Pătârlagele                       |                                       |                                                    |            |                                               | Încărcați imagine | Raportați eroare |
| 48334.02.01                              | Situl arheologic de la Pătârlagele / ansamblu anonim (Categorie: locuire civilă) (Tip: Așezare)                                                                           | oraș Pătârlagele                       |                                       |                                                    |            |                                               | Încărcați imagine | Raportați eroare |
| 48334.02                                 | Situl arheologic de la Pătârlagele / ansamblu anonim (Categorie: locuire civilă) (Tip: Așezare)                                                                           | oraș Pătârlagele                       |                                       |                                                    |            |                                               | Încărcați imagine | Raportați eroare |
| 48334.02.03                              | Situl arheologic de la Pătârlagele / ansamblu anonim (Categorie: locuire civilă) (Tip: Așezare)                                                                           | oraș Pătârlagele                       |                                       |                                                    |            |                                               | Încărcați imagine | Raportați eroare |
| 48334.01.01                              | Așezarea medievală de la Pătârlagele / ansamblu anonim (Categorie: locuire civilă) (Tip: Așezare)                                                                         | oraș Pătârlagele                       |                                       | sec. XVII - XVIII                                  |            |                                               | Încărcați imagine | Raportați eroare |
| 48334.05.01                              | Așezarea de epocă medievală de la Pătârlagele - Valea Seacă? / ansamblu anonim (Categorie: locuire civilă) (Tip: Așezare)                                                 | oraș Pătârlagele                       |                                       |                                                    |            |                                               | Încărcați imagine | Raportați eroare |
| 48496.14.01                              | Situl arheologic de la Pietroasele - "La Nuci" / ansamblu anonim (Categorie: locuire civilă) (Tip: Așezare)                                                               | sat Pietroasele, comuna Pietroasele    | La Nuci                               | sec. III a. Chr. - I p. Chr.                       |            |                                               | Încărcați imagine | Raportați eroare |
| 48496.14.02                              | Situl arheologic de la Pietroasele - "La Nuci" / ansamblu anonim (Categorie: locuire civilă) (Tip: Așezare)                                                               | sat Pietroasele, comuna Pietroasele    | La Nuci                               | sec. IV p. Chr.                                    |            |                                               | Încărcați imagine | Raportați eroare |
| 48496.16.01                              | Situl arheologic din epoca migrațiilor de la Pietroasele / ansamblu anonim (Categorie: locuire) (Tip: Așezare)                                                            | sat Pietroasele, comuna Pietroasele    |                                       | sec. IV                                            |            |                                               | Încărcați imagine | Raportați eroare |
| 48496.16.02                              | Situl arheologic din epoca migrațiilor de la Pietroasele / ansamblu anonim (Categorie: locuire) (Tip: Necropolă)                                                          | sat Pietroasele, comuna Pietroasele    |                                       | sec. IV                                            |            |                                               | Încărcați imagine | Raportați eroare |
| 48496.16.03                              | Situl arheologic din epoca migrațiilor de la Pietroasele / ansamblu anonim (Categorie: locuire) (Tip: Așezare)                                                            | sat Pietroasele, comuna Pietroasele    |                                       | sec. IV - V                                        |            |                                               | Încărcați imagine | Raportați eroare |
| 48496.16.04                              | Situl arheologic din epoca migrațiilor de la Pietroasele / ansamblu anonim (Categorie: locuire) (Tip: Necropolă)                                                          | sat Pietroasele, comuna Pietroasele    |                                       | sec. IV - V                                        |            |                                               | Încărcați imagine | Raportați eroare |
| 48496.17.01                              | Edificiu cu hipocaust de la Pietroasele / ansamblu anonim (Categorie: construcție) (Tip: Construcție)                                                                     | sat Pietroasele, comuna Pietroasele    |                                       | sec. IV                                            |            |                                               | Încărcați imagine | Raportați eroare |
| 48496.23.01                              | Situl arheologic de la Pietroasele / ansamblu anonim (Categorie: locuire) (Tip: Așezare)                                                                                  | sat Pietroasele, comuna Pietroasele    |                                       |                                                    |            |                                               | Încărcați imagine | Raportați eroare |
| 48496.23.02                              | Situl arheologic de la Pietroasele / ansamblu anonim (Categorie: locuire) (Tip: Așezare)                                                                                  | sat Pietroasele, comuna Pietroasele    |                                       |                                                    |            |                                               | Încărcați imagine | Raportați eroare |
| 48496.23.03                              | Situl arheologic de la Pietroasele / ansamblu anonim (Categorie: locuire) (Tip: Așezare)                                                                                  | sat Pietroasele, comuna Pietroasele    |                                       |                                                    |            |                                               | Încărcați imagine | Raportați eroare |
| 48496.23.04                              | Situl arheologic de la Pietroasele / ansamblu anonim (Categorie: locuire) (Tip: Așezare)                                                                                  | sat Pietroasele, comuna Pietroasele    |                                       | sec. VIII - XI                                     |            |                                               | Încărcați imagine | Raportați eroare |
| 48496.19.01                              | Așezarea Gumelnița de la Pietroasele - "La puțul lui Mihăilă" / ansamblu anonim (Categorie: locuire civilă) (Tip: Așezare)                                                | sat Pietroasele, comuna Pietroasele    | La puțul lui Mihăilă                  | Gumelnița                                          |            |                                               | Încărcați imagine | Raportați eroare |
| 48496.20.01                              | Situl arheologic de la Pietroasele - "La Țapu" / ansamblu anonim (Categorie: locuire civilă) (Tip: Așezare)                                                               | sat Pietroasele, comuna Pietroasele    | La Țapu                               | sec. IV                                            |            |                                               | Încărcați imagine | Raportați eroare |
| 48496.20.02                              | Situl arheologic de la Pietroasele - "La Țapu" / ansamblu anonim (Categorie: locuire civilă) (Tip: Așezare)                                                               | sat Pietroasele, comuna Pietroasele    | La Țapu                               | sec. IX - XI                                       |            |                                               | Încărcați imagine | Raportați eroare |
| 48496.21.01                              | Așezarea din epoca migrațiilor de la Pietroasele / ansamblu anonim (Categorie: locuire civilă) (Tip: Așezare)                                                             | sat Pietroasele, comuna Pietroasele    |                                       | sec. III - VI                                      |            |                                               | Încărcați imagine | Raportați eroare |
| 48496.22.01                              | Situl arheologic din epoca migrațiilor de la Pietroasele - "Pietroasa de Sus" / ansamblu anonim (Categorie: locuire) (Tip: Așezare)                                       | sat Pietroasele, comuna Pietroasele    |                                       | sec. IV                                            |            |                                               | Încărcați imagine | Raportați eroare |
| 48496.22.02                              | Situl arheologic din epoca migrațiilor de la Pietroasele - "Pietroasa de Sus" / ansamblu anonim (Categorie: locuire) (Tip: Necropolă)                                     | sat Pietroasele, comuna Pietroasele    |                                       | sec. IV                                            |            |                                               | Încărcați imagine | Raportați eroare |
| 48496.15.01                              | Așezarea medievală de la Pietroasele - "marginea de V a satului" / ansamblu anonim (Categorie: locuire civilă) (Tip: Așezare)                                             | sat Pietroasele, comuna Pietroasele    |                                       | sec. III - XI                                      |            |                                               | Încărcați imagine | Raportați eroare |
| 48539.12.01                              | Situl arheologic de la Pietroasa Mică / ansamblu anonim (Categorie: locuire civilă) (Tip: Așezare)                                                                        | sat Pietroasa Mică, comuna Pietroasele |                                       | sec. III a. Chr. - I p. Chr.                       |            |                                               | Încărcați imagine | Raportați eroare |
| 48539.12.02                              | Situl arheologic de la Pietroasa Mică / ansamblu anonim (Categorie: locuire civilă) (Tip: Așezare)                                                                        | sat Pietroasa Mică, comuna Pietroasele |                                       | sec. VI - VII                                      |            |                                               | Încărcați imagine | Raportați eroare |
| 48539.11.01                              | Situl arheologic preistoric de la Pietroasa Mică - "Șapte frați" / ansamblu anonim (Categorie: locuire) (Tip: Așezare)                                                    | sat Pietroasa Mică, comuna Pietroasele | 7 frați                               |                                                    |            |                                               | Încărcați imagine | Raportați eroare |
| 48539.11.02                              | Situl arheologic preistoric de la Pietroasa Mică - "Șapte frați" / ansamblu anonim (Categorie: locuire) (Tip: Necropolă)                                                  | sat Pietroasa Mică, comuna Pietroasele | 7 frați                               |                                                    |            |                                               | Încărcați imagine | Raportați eroare |
| 48539.11.03                              | Situl arheologic preistoric de la Pietroasa Mică - "Șapte frați" / ansamblu anonim (Categorie: locuire) (Tip: Așezare)                                                    | sat Pietroasa Mică, comuna Pietroasele | 7 frați                               |                                                    |            |                                               | Încărcați imagine | Raportați eroare |
| 48539.11.04                              | Situl arheologic preistoric de la Pietroasa Mică - "Șapte frați" / ansamblu anonim (Categorie: locuire) (Tip: Necropolă)                                                  | sat Pietroasa Mică, comuna Pietroasele | 7 frați                               |                                                    |            |                                               | Încărcați imagine | Raportați eroare |
| 48539.10.01                              | Necropola din epoca bronzului de la Pietroasa Mică / ansamblu anonim (Categorie: descoperire funerară) (Tip: Necropolă)                                                   | sat Pietroasa Mică, comuna Pietroasele |                                       |                                                    |            |                                               | Încărcați imagine | Raportați eroare |
| 48539.09.01                              | Situl arheologic de la Pietroasa Mică - "La Pirciu" / ansamblu anonim (Categorie: locuire) (Tip: Așezare)                                                                 | sat Pietroasa Mică, comuna Pietroasele | La Pirciu                             | sec. II - I a. Chr.                                |            |                                               | Încărcați imagine | Raportați eroare |
| 48539.09.02                              | Situl arheologic de la Pietroasa Mică - "La Pirciu" / ansamblu anonim (Categorie: locuire) (Tip: Necropolă)                                                               | sat Pietroasa Mică, comuna Pietroasele | La Pirciu                             | sec. II - I a. Chr.                                |            |                                               | Încărcați imagine | Raportați eroare |
| 48539.09.03                              | Situl arheologic de la Pietroasa Mică - "La Pirciu" / ansamblu anonim (Categorie: locuire) (Tip: Așezare)                                                                 | sat Pietroasa Mică, comuna Pietroasele | La Pirciu                             | sec. IV                                            |            |                                               | Încărcați imagine | Raportați eroare |
| 48539.09.04                              | Situl arheologic de la Pietroasa Mică - "La Pirciu" / ansamblu anonim (Categorie: locuire) (Tip: Necropolă)                                                               | sat Pietroasa Mică, comuna Pietroasele | La Pirciu                             | sec. IV                                            |            |                                               | Încărcați imagine | Raportați eroare |
| 48539.08.01                              | Așezarea din epoca migrațiilor de la Pietroasa Mică / ansamblu anonim (Categorie: locuire civilă) (Tip: Așezare)                                                          | sat Pietroasa Mică, comuna Pietroasele |                                       | Sântana de Mureș - Cerneahov sec. IV               |            |                                               | Încărcați imagine | Raportați eroare |
| 48539.07.01                              | Situl arheologic de la Pietroasa Mică - "Coasta Lupului" / ansamblu anonim (Categorie: locuire civilă) (Tip: Așezare)                                                     | sat Pietroasa Mică, comuna Pietroasele | Coasta Lupului                        |                                                    |            |                                               | Încărcați imagine | Raportați eroare |
| 48539.07.02                              | Situl arheologic de la Pietroasa Mică - "Coasta Lupului" / ansamblu anonim (Categorie: locuire civilă) (Tip: Așezare)                                                     | sat Pietroasa Mică, comuna Pietroasele | Coasta Lupului                        |                                                    |            |                                               | Încărcați imagine | Raportați eroare |
| 48566.03.01                              | Turnul teutonic de la Pârscov / ansamblu Turnul teutonic (Categorie: fortificație) (Tip: Turn)                                                                            | sat Pârscov, comuna Pârscov            |                                       | teutonă sec. XIII                                  |            |                                               | Încărcați imagine | Raportați eroare |
| 48566.02.01                              | Așezarea medievală de la Pârscov / ansamblu anonim (Categorie: locuire civilă) (Tip: Așezare)                                                                             | sat Pârscov, comuna Pârscov            |                                       | sec. VIII - IX                                     |            |                                               | Încărcați imagine | Raportați eroare |
| 48619.01.01                              | Așezarea hallstattiană de la Pârjolești / ansamblu anonim (Categorie: locuire civilă) (Tip: Așezare)                                                                      | sat Pârjolești, comuna Pârscov         |                                       |                                                    |            |                                               | Încărcați imagine | Raportați eroare |
| 48780.04.01                              | Situl arheologic de la Poșta Câlnău - "Movilele Poșta Cîlnău" / ansamblu anonim (Categorie: locuire civilă) (Tip: Așezare)                                                | sat Poșta Câlnău, comuna Poșta Câlnău  | Movilele Poșta Cîlnău                 |                                                    |            |                                               | Încărcați imagine | Raportați eroare |
| 48780.04.02                              | Situl arheologic de la Poșta Câlnău - "Movilele Poșta Cîlnău" / ansamblu anonim (Categorie: locuire civilă) (Tip: Așezare)                                                | sat Poșta Câlnău, comuna Poșta Câlnău  | Movilele Poșta Cîlnău                 |                                                    |            |                                               | Încărcați imagine | Raportați eroare |
| 48780.04.03                              | Situl arheologic de la Poșta Câlnău - "Movilele Poșta Cîlnău" / ansamblu anonim (Categorie: locuire civilă) (Tip: Așezare)                                                | sat Poșta Câlnău, comuna Poșta Câlnău  | Movilele Poșta Cîlnău                 |                                                    |            |                                               | Încărcați imagine | Raportați eroare |
| 48780.03.01                              | Necropola de la Poșta Câlnău - "Movila Potîrnichești" / ansamblu anonim (Categorie: descoperire funerară) (Tip: Necropolă)                                                | sat Poșta Câlnău, comuna Poșta Câlnău  | Movila Potîrnichești                  |                                                    |            |                                               | Încărcați imagine | Raportați eroare |
| 48780.03.02                              | Necropola de la Poșta Câlnău - "Movila Potîrnichești" / ansamblu anonim (Categorie: descoperire funerară) (Tip: Necropolă)                                                | sat Poșta Câlnău, comuna Poșta Câlnău  | Movila Potîrnichești                  |                                                    |            |                                               | Încărcați imagine | Raportați eroare |
| 48753.02.01                              | Necropola de la Pogoanele - "Movila Văleanca" / ansamblu anonim (Categorie: descoperire funerară) (Tip: Necropolă)                                                        | oraș Pogoanele                         | Movila Văleanca                       |                                                    |            |                                               | Încărcați imagine | Raportați eroare |
| 48753.02.02                              | Necropola de la Pogoanele - "Movila Văleanca" / ansamblu anonim (Categorie: descoperire funerară) (Tip: Necropolă)                                                        | oraș Pogoanele                         | Movila Văleanca                       |                                                    |            |                                               | Încărcați imagine | Raportați eroare |
| 48753.01.01                              | Necropola de la Pogoanele - "Movila Pogoanele" / ansamblu anonim (Categorie: descoperire funerară) (Tip: Necropolă)                                                       | oraș Pogoanele                         | Movila Pogoanele                      |                                                    |            |                                               | Încărcați imagine | Raportați eroare |
| 48753.01.02                              | Necropola de la Pogoanele - "Movila Pogoanele" / ansamblu anonim (Categorie: descoperire funerară) (Tip: Necropolă)                                                       | oraș Pogoanele                         | Movila Pogoanele                      |                                                    |            |                                               | Încărcați imagine | Raportați eroare |
| 48913.02.01                              | Necropola eneolitică de la Puieștii de Sus - "Movila Puiești" / ansamblu anonim (Categorie: descoperire funerară) (Tip: Necropolă)                                        | sat Puieștii de Sus, comuna Puiești    | Movila Puiești                        |                                                    |            |                                               | Încărcați imagine | Raportați eroare |
| 48913.01.01                              | Situl arheologic de la Puieștii de Sus - "Movila din drum" / ansamblu anonim (Categorie: locuire civilă) (Tip: Așezare)                                                   | sat Puieștii de Sus, comuna Puiești    | Movila din drum                       |                                                    |            |                                               | Încărcați imagine | Raportați eroare |
| 48913.01.02                              | Situl arheologic de la Puieștii de Sus - "Movila din drum" / ansamblu anonim (Categorie: locuire civilă) (Tip: Așezare)                                                   | sat Puieștii de Sus, comuna Puiești    | Movila din drum                       |                                                    |            |                                               | Încărcați imagine | Raportați eroare |
| 48851.01.01                              | Situl arheologic de la Puieștii de Jos / ansamblu anonim (Categorie: descoperire funerară) (Tip: Necropolă)                                                               | sat Puieștii de Jos, comuna Puiești    |                                       |                                                    |            |                                               | Încărcați imagine | Raportați eroare |
| 48851.01.02                              | Situl arheologic de la Puieștii de Jos / ansamblu anonim (Categorie: descoperire funerară) (Tip: Necropolă)                                                               | sat Puieștii de Jos, comuna Puiești    |                                       |                                                    |            |                                               | Încărcați imagine | Raportați eroare |
| 48959.03.01                              | Așezarea din epoca migrațiilor de la Petrișoru / ansamblu anonim (Categorie: locuire civilă) (Tip: Așezare)                                                               | sat Petrișoru, comuna Racovițeni       |                                       | sec. IV                                            |            |                                               | Încărcați imagine | Raportați eroare |
| 50442.01.01                              | Necropola medievală de la Pruneni / ansamblu anonim (Categorie: descoperire funerară) (Tip: Necropolă)                                                                    | sat Pruneni, comuna Zărnești           |                                       | sec. VI-VII                                        |            |                                               | Încărcați imagine | Raportați eroare |
| 46536.01.01                              | Situl arheologic de la Pietrosu - "La Arman" / ansamblu anonim (Categorie: locuire civilă) (Tip: Așezare)                                                                 | sat Pietrosu, comuna Costești          | La Arman                              | Boian - Giulești, Vidra                            | 1998       |                                               | Încărcați imagine | Raportați eroare |
| 46536.01.02                              | Situl arheologic de la Pietrosu - "La Arman" / ansamblu anonim (Categorie: locuire civilă) (Tip: Așezare)                                                                 | sat Pietrosu, comuna Costești          | La Arman                              | Ferigile - Bârsești                                | 1998       |                                               | Încărcați imagine | Raportați eroare |
| 46536.01.03                              | Situl arheologic de la Pietrosu - "La Arman" / ansamblu anonim (Categorie: locuire civilă) (Tip: Așezare)                                                                 | sat Pietrosu, comuna Costești          | La Arman                              |                                                    | 1998       |                                               | Încărcați imagine | Raportați eroare |
| 46536.01.04                              | Situl arheologic de la Pietrosu - "La Arman" / ansamblu anonim (Categorie: locuire civilă) (Tip: Așezare)                                                                 | sat Pietrosu, comuna Costești          | La Arman                              | Sântana de Mureș - Cerneahov sec.III-IV            | 1998       |                                               | Încărcați imagine | Raportați eroare |
| 46536.01.05                              | Situl arheologic de la Pietrosu - "La Arman" / ansamblu anonim (Categorie: locuire civilă) (Tip: Așezare)                                                                 | sat Pietrosu, comuna Costești          | La Arman                              |                                                    | 1998       |                                               | Încărcați imagine | Raportați eroare |
| 48236.02                                 | Cruce de piatră la Pănătău (Categorie: structură de cult/religioasă) (Tip: cruce)                                                                                         | sat Pănătău, comuna Pănătău            |                                       | 1790                                               |            |                                               | Încărcați imagine | Raportați eroare |
| 48272.01                                 | Cruce de piatră la Plăișor (Categorie: structură de cult/religioasă) (Tip: cruce)                                                                                         | sat Plăișor, comuna Pănătău            |                                       | 1793                                               |            |                                               | Încărcați imagine | Raportați eroare |
| 48496.09                                 | Cruce de piatră la Pietroasele- Valea de la Fântână (Categorie: structură de cult/religioasă) (Tip: cruce)                                                                | sat Pietroasele, comuna Pietroasele    | Valea de la Fântână                   | sec. XVIII                                         |            |                                               | Încărcați imagine | Raportați eroare |
| 48539.13.01                              | Situl arheologic de la Pietroasa Mică- Stațiunea de cercetări Viti-Vinicole / ansamblu anonim (Categorie: locuire) (Tip: Așezare)                                         | sat Pietroasa Mică, comuna Pietroasele | Stațiunea de cercetări Viti-Vinicole  | Dridu sec. IX-X                                    |            |                                               | Încărcați imagine | Raportați eroare |
| 48539.13.02                              | Situl arheologic de la Pietroasa Mică- Stațiunea de cercetări Viti-Vinicole / ansamblu anonim (Categorie: locuire) (Tip: necropola)                                       | sat Pietroasa Mică, comuna Pietroasele | Stațiunea de cercetări Viti-Vinicole  |                                                    |            |                                               | Încărcați imagine | Raportați eroare |
| 48539.14.01                              | Situl arheologic de la Pietroasa Mică- Valea Bazinului / ansamblu anonim (Categorie: locuire) (Tip: așezare)                                                              | sat Pietroasa Mică, comuna Pietroasele | Valea Bazinului                       |                                                    |            |                                               | Încărcați imagine | Raportați eroare |
| 48539.14.02                              | Situl arheologic de la Pietroasa Mică- Valea Bazinului / ansamblu anonim (Categorie: locuire) (Tip: Așezare)                                                              | sat Pietroasa Mică, comuna Pietroasele | Valea Bazinului                       |                                                    |            |                                               | Încărcați imagine | Raportați eroare |
| 48539.14.03                              | Situl arheologic de la Pietroasa Mică- Valea Bazinului / ansamblu anonim (Categorie: locuire) (Tip: Așezare)                                                              | sat Pietroasa Mică, comuna Pietroasele | Valea Bazinului                       | sec. IV                                            |            |                                               | Încărcați imagine | Raportați eroare |
| 48539.14.04                              | Situl arheologic de la Pietroasa Mică- Valea Bazinului / ansamblu anonim (Categorie: locuire) (Tip: Așezare)                                                              | sat Pietroasa Mică, comuna Pietroasele | Valea Bazinului                       |                                                    |            |                                               | Încărcați imagine | Raportați eroare |
| 48496.12.01                              | Așezarea carpică de la Pietroasele - La Grădiniță / ansamblu anonim (Categorie: locuire civilă) (Tip: așezare)                                                            | sat Pietroasele, comuna Pietroasele    | La Grădiniță                          | carpică                                            |            |                                               | Încărcați imagine | Raportați eroare |
| 48539.01.01 (Cod LMI: BZ-I-m-B-02261.05) | Situl arheologic de la Pietroasa Mică - "Gruiu Dării" / ansamblu anonim (Categorie: locuire) (Tip: Necropolă)                                                             | sat Pietroasa Mică, comuna Pietroasele | Gruiu Dării                           | Cucuteni                                           | 1973       |                                               | Încărcați imagine | Raportați eroare |
| 48539.01.02 (Cod LMI: BZ-I-m-B-02261.04) | Situl arheologic de la Pietroasa Mică - "Gruiu Dării" / ansamblu anonim (Categorie: locuire) (Tip: Așezare fortificată)                                                   | sat Pietroasa Mică, comuna Pietroasele | Gruiu Dării                           | Monteoru                                           | 1973       |                                               | Încărcați imagine | Raportați eroare |
| 48539.01.03 (Cod LMI: BZ-I-m-B-02261.03) | Situl arheologic de la Pietroasa Mică - "Gruiu Dării" / ansamblu anonim (Categorie: locuire) (Tip: Așezare)                                                               | sat Pietroasa Mică, comuna Pietroasele | Gruiu Dării                           | geto-dacică sec. IV - I a. Chr.                    | 1973       |                                               | Încărcați imagine | Raportați eroare |
| 48539.01.04 (Cod LMI: BZ-I-m-B-02261.01) | Situl arheologic de la Pietroasa Mică - "Gruiu Dării" / ansamblu anonim (Categorie: locuire) (Tip: Așezare fortificată)                                                   | sat Pietroasa Mică, comuna Pietroasele | Gruiu Dării                           | geto-dacică sec. II - III p. Chr.                  | 1973       |                                               | Încărcați imagine | Raportați eroare |
| 48539.01.05 (Cod LMI: BZ-I-m-B-02261.02) | Situl arheologic de la Pietroasa Mică - "Gruiu Dării" / ansamblu anonim (Categorie: locuire) (Tip: Necropolă)                                                             | sat Pietroasa Mică, comuna Pietroasele | Gruiu Dării                           | geto-dacică sec. II a. Chr. - II p. Chr.           | 1973       |                                               | Încărcați imagine | Raportați eroare |
| 47890.01.03 (Cod LMI: BZ-I-s-B-02270)    | Situl arheologic de la Proșca - "Dealul Proșca" / ansamblu anonim (Categorie: locuire) (Tip: Necropolă)                                                                   | sat Proșca, comuna Năeni               | Dealul Proșca                         | sec. IV                                            |            |                                               | Încărcați imagine | Raportați eroare |
| 47890.01.01 (Cod LMI: BZ-I-s-B-02270)    | Situl arheologic de la Proșca - "Dealul Proșca" / ansamblu anonim (Categorie: locuire) (Tip: Așezare)                                                                     | sat Proșca, comuna Năeni               | Dealul Proșca                         |                                                    |            |                                               | Încărcați imagine | Raportați eroare |
| 47890.01.02 (Cod LMI: BZ-I-s-B-02270)    | Situl arheologic de la Proșca - "Dealul Proșca" / ansamblu anonim (Categorie: locuire) (Tip: Așezare)                                                                     | sat Proșca, comuna Năeni               | Dealul Proșca                         | sec. XII - V a. Chr.                               |            |                                               | Încărcați imagine | Raportați eroare |
| 48959.01.01 (Cod LMI: BZ-I-m-B-02259.02) | Situl arheologic de la Petrișoru - "Muchia Băjenarului" / ansamblu anonim (Categorie: locuire civilă) (Tip: Așezare)                                                      | sat Petrișoru, comuna Racovițeni       | Muchia Băjenarului                    | Monteoru - aspectul Petrișoru - Racovițeni         |            |                                               | Încărcați imagine | Raportați eroare |
| 48959.01.02 (Cod LMI: BZ-I-m-B-02259.01) | Situl arheologic de la Petrișoru - "Muchia Băjenarului" / ansamblu anonim (Categorie: locuire civilă) (Tip: Așezare)                                                      | sat Petrișoru, comuna Racovițeni       | Muchia Băjenarului                    | Sântana de Mureș - Cerneahov sec. IV p. Chr.       |            |                                               | Încărcați imagine | Raportați eroare |
| 48539.06.01 (Cod LMI: BZ-I-m-B-02262.13) | Situl arheologic de la Pietroasa Mică - "Via lui Despan" / ansamblu anonim (Categorie: locuire civilă) (Tip: Așezare)                                                     | sat Pietroasa Mică, comuna Pietroasele | Via lui Despan                        | sec. IV-VI                                         |            |                                               | Încărcați imagine | Raportați eroare |
| 48539.06.02 (Cod LMI: BZ-I-m-B-02262.12) | Situl arheologic de la Pietroasa Mică - "Via lui Despan" / ansamblu anonim (Categorie: locuire civilă) (Tip: Așezare)                                                     | sat Pietroasa Mică, comuna Pietroasele | Via lui Despan                        | Ipotești - Cândești sec. VI - VII                  |            |                                               | Încărcați imagine | Raportați eroare |
| 48496.05.01 (Cod LMI: BZ-I-s-B-02264)    | Necropola din epoca migrațiilor de la Pietroasele - "Stațiunea de Cercetări Viti-Vinicole Pietroasa" / ansamblu anonim (Categorie: descoperire funerară) (Tip: Necropolă) | sat Pietroasele, comuna Pietroasele    | SCV Pietroasa                         | Sântana de Mureș - Cerneahov sec. IV - V p. Chr.   | 1973       |                                               | Încărcați imagine | Raportați eroare |
| 48496.06.01 (Cod LMI: BZ-I-m-B-02265.27) | Situl arheologic de la Pietroasele - crucea lui Avram / ansamblu anonim (Categorie: locuire) (Tip: Așezare)                                                               | sat Pietroasele, comuna Pietroasele    | crucea lui Avram                      |                                                    |            |                                               | Încărcați imagine | Raportați eroare |
| 48496.06.02 (Cod LMI: BZ-I-m-B-02265.26) | Situl arheologic de la Pietroasele - crucea lui Avram / ansamblu anonim (Categorie: locuire) (Tip: Necropolă)                                                             | sat Pietroasele, comuna Pietroasele    | crucea lui Avram                      |                                                    |            |                                               | Încărcați imagine | Raportați eroare |
| 48496.06.03 (Cod LMI: BZ-I-m-B-02265.24) | Situl arheologic de la Pietroasele - crucea lui Avram / ansamblu anonim (Categorie: locuire) (Tip: Așezare)                                                               | sat Pietroasele, comuna Pietroasele    | crucea lui Avram                      | sec. V a. Chr. - I p. Chr.                         |            |                                               | Încărcați imagine | Raportați eroare |
| 48496.06.04 (Cod LMI: BZ-I-m-B-02265.25) | Situl arheologic de la Pietroasele - crucea lui Avram / ansamblu anonim (Categorie: locuire) (Tip: Necropolă)                                                             | sat Pietroasele, comuna Pietroasele    | crucea lui Avram                      | sec. V - I a. Chr.                                 |            |                                               | Încărcați imagine | Raportați eroare |
| 48566.01.01 (Cod LMI: BZ-I-s-B-02258)    | Așezarea Monteoru de la Pârscov - "La Scoroșanu" / ansamblu anonim (Categorie: locuire civilă) (Tip: Așezare)                                                             | sat Pârscov, comuna Pârscov            | La Scoroșanu și la vecini             | Monteoru                                           |            |                                               | Încărcați imagine | Raportați eroare |
| 48780.01.01 (Cod LMI: BZ-I-m-B-02267.02) | Situl arheologic de la Poșta Câlnău - "Malul lui Ștefan Leu" / ansamblu anonim (Categorie: locuire civilă) (Tip: Așezare)                                                 | sat Poșta Câlnău, comuna Poșta Câlnău  | Malul lui Ștefan Leu                  | Sântana de Mureș - Cerneahov sec. III - IV p. Chr. |            |                                               | Încărcați imagine | Raportați eroare |
| 48780.01.02 (Cod LMI: BZ-I-m-B-02267.01) | Situl arheologic de la Poșta Câlnău - "Malul lui Ștefan Leu" / ansamblu anonim (Categorie: locuire civilă) (Tip: Așezare)                                                 | sat Poșta Câlnău, comuna Poșta Câlnău  | Malul lui Ștefan Leu                  | Dridu sec. IX - X                                  |            |                                               | Încărcați imagine | Raportați eroare |
| 48780.02.01 (Cod LMI: BZ-I-s-B-02268)    | Așezarea neolitică de la Poșta Câlnău - "Movila Boului" / ansamblu anonim (Categorie: locuire civilă) (Tip: Așezare)                                                      | sat Poșta Câlnău, comuna Poșta Câlnău  | Movila Boului                         |                                                    |            |                                               | Încărcați imagine | Raportați eroare |
| 48815.04.01 (Cod LMI: BZ-I-s-B-02269)    | Situl arheologic de la Potârnichești - "Movila Mititelu" / ansamblu anonim (Categorie: descoperire funerară) (Tip: Necropolă)                                             | sat Potârnichești, comuna Poșta Câlnău | Movila Mititelu,                      |                                                    |            |                                               | Încărcați imagine | Raportați eroare |
| 48815.04.02 (Cod LMI: BZ-I-s-B-02269)    | Situl arheologic de la Potârnichești - "Movila Mititelu" / ansamblu anonim (Categorie: descoperire funerară) (Tip: Necropolă)                                             | sat Potârnichești, comuna Poșta Câlnău | Movila Mititelu,                      | sec. XII - V a. Chr.                               |            |                                               | Încărcați imagine | Raportați eroare |
| 48815.04.03 (Cod LMI: BZ-I-s-B-02269)    | Situl arheologic de la Potârnichești - "Movila Mititelu" / ansamblu anonim (Categorie: descoperire funerară) (Tip: Necropolă)                                             | sat Potârnichești, comuna Poșta Câlnău | Movila Mititelu,                      | Sântana de Mureș - Cerneahov sec. IV p. Chr.       |            |                                               | Încărcați imagine | Raportați eroare |
| 47890.03.01 (Cod LMI: BZ-I-m-B-02271.02) | Situl arheologic de la Proșca - "Valea Proștii" / ansamblu anonim (Categorie: locuire civilă) (Tip: Așezare)                                                              | sat Proșca, comuna Năeni               | Valea Proștii                         |                                                    |            |                                               | Încărcați imagine | Raportați eroare |
| 47890.03.02 (Cod LMI: BZ-I-m-B-02271.01) | Situl arheologic de la Proșca - "Valea Proștii" / ansamblu anonim (Categorie: locuire civilă) (Tip: Așezare)                                                              | sat Proșca, comuna Năeni               | Valea Proștii                         | Sântana de Mureș - Cerneahov sec. IV p. Chr.       |            |                                               | Încărcați imagine | Raportați eroare |
| 48959.02.01 (Cod LMI: BZ-I-s-B-02260)    | Așezarea din epoca migrațiilor de la Petrișoru - "Dealul Șumurdoaia" / ansamblu anonim (Categorie: locuire civilă) (Tip: Așezare)                                         | sat Petrișoru, comuna Racovițeni       | Dealul Șumurdoaia                     | sec. V                                             |            |                                               | Încărcați imagine | Raportați eroare |
| 48539.05.01 (Cod LMI: BZ-I-m-B-02262.23) | Așezarea Monteoru de la Pietroasa Mică - "Pilești" / ansamblu anonim (Categorie: locuire civilă) (Tip: Așezare)                                                           | sat Pietroasa Mică, comuna Pietroasele | La Pilești                            | Monteoru                                           |            |                                               | Încărcați imagine | Raportați eroare |
| 47890.02.01 (Cod LMI: BZ-I-m-B-02270.02) | Situl arheologic de la Proșca - "Vârful Proșca" / ansamblu anonim (Categorie: locuire) (Tip: Necropolă)                                                                   | sat Proșca, comuna Năeni               | sub Vârful Proșca                     | sec. IV - V p. Chr.                                |            |                                               | Încărcați imagine | Raportați eroare |
| 47890.02.02 (Cod LMI: BZ-I-m-B-02270.01) | Situl arheologic de la Proșca - "Vârful Proșca" / ansamblu anonim (Categorie: locuire) (Tip: Așezare)                                                                     | sat Proșca, comuna Năeni               | sub Vârful Proșca                     | sec. XVII                                          |            |                                               | Încărcați imagine | Raportați eroare |
| 48539.02.01 (Cod LMI: BZ-I-m-B-02262.21) | Situl arheologic de la Pietroasa Mică - "Coasta Rusului" / ansamblu anonim (Categorie: locuire) (Tip: Așezare)                                                            | sat Pietroasa Mică, comuna Pietroasele | Coasta Rusului                        | Monteoru                                           |            |                                               | Încărcați imagine | Raportați eroare |
| 48539.02.02 (Cod LMI: BZ-I-m-B-02262.22) | Situl arheologic de la Pietroasa Mică - "Coasta Rusului" / ansamblu anonim (Categorie: locuire) (Tip: Necropolă)                                                          | sat Pietroasa Mică, comuna Pietroasele | Coasta Rusului                        | Monteoru                                           |            |                                               | Încărcați imagine | Raportați eroare |
| 48539.02.03 (Cod LMI: BZ-I-m-B-02262.19) | Situl arheologic de la Pietroasa Mică - "Coasta Rusului" / ansamblu anonim (Categorie: locuire) (Tip: Așezare)                                                            | sat Pietroasa Mică, comuna Pietroasele | Coasta Rusului                        |                                                    |            |                                               | Încărcați imagine | Raportați eroare |
| 48539.02.04 (Cod LMI: BZ-I-m-B-02262.20) | Situl arheologic de la Pietroasa Mică - "Coasta Rusului" / ansamblu anonim (Categorie: locuire) (Tip: Necropolă)                                                          | sat Pietroasa Mică, comuna Pietroasele | Coasta Rusului                        |                                                    |            |                                               | Încărcați imagine | Raportați eroare |
| 48539.04.01 (Cod LMI: BZ-I-m-B-02262.15) | Situl arheologic de la Pietroasa Mică - "Poiana Crudului" / ansamblu anonim (Categorie: locuire civilă) (Tip: Așezare)                                                    | sat Pietroasa Mică, comuna Pietroasele | Poiana Crudului                       | Monteoru                                           |            |                                               | Încărcați imagine | Raportați eroare |
| 48539.04.02 (Cod LMI: BZ-I-m-B-02262.14) | Situl arheologic de la Pietroasa Mică - "Poiana Crudului" / ansamblu anonim (Categorie: locuire civilă) (Tip: Așezare)                                                    | sat Pietroasa Mică, comuna Pietroasele | Poiana Crudului                       | Sântana de Mureș - Cerneahov sec. IV p. Chr.       |            |                                               | Încărcați imagine | Raportați eroare |
| 48539.03.01 (Cod LMI: BZ-I-m-B-02262.10) | Situl arheologic de la Pietroasa Mică - "Pe Căliman" / ansamblu anonim (Categorie: locuire) (Tip: Așezare)                                                                | sat Pietroasa Mică, comuna Pietroasele | Pe Căliman,                           | Gumelnița                                          |            |                                               | Încărcați imagine | Raportați eroare |
| 48539.03.02 (Cod LMI: BZ-I-m-B-02262.11) | Situl arheologic de la Pietroasa Mică - "Pe Căliman" / ansamblu anonim (Categorie: locuire) (Tip: Necropolă)                                                              | sat Pietroasa Mică, comuna Pietroasele | Pe Căliman,                           | Gumelnița                                          |            |                                               | Încărcați imagine | Raportați eroare |
| 48539.03.03 (Cod LMI: BZ-I-m-B-02262.08) | Situl arheologic de la Pietroasa Mică - "Pe Căliman" / ansamblu anonim (Categorie: locuire) (Tip: Așezare)                                                                | sat Pietroasa Mică, comuna Pietroasele | Pe Căliman,                           | Monteoru                                           |            |                                               | Încărcați imagine | Raportați eroare |
| 48539.03.04 (Cod LMI: BZ-I-m-B-02262.09) | Situl arheologic de la Pietroasa Mică - "Pe Căliman" / ansamblu anonim (Categorie: locuire) (Tip: Necropolă)                                                              | sat Pietroasa Mică, comuna Pietroasele | Pe Căliman,                           | Monteoru                                           |            |                                               | Încărcați imagine | Raportați eroare |
| 48539.03.05 (Cod LMI: BZ-I-m-B-02262.06) | Situl arheologic de la Pietroasa Mică - "Pe Căliman" / ansamblu anonim (Categorie: locuire) (Tip: Așezare)                                                                | sat Pietroasa Mică, comuna Pietroasele | Pe Căliman,                           | geto-dacică sec. III a. Chr. - II p. Chr.          |            |                                               | Încărcați imagine | Raportați eroare |
| 48539.03.06 (Cod LMI: BZ-I-m-B-02262.07) | Situl arheologic de la Pietroasa Mică - "Pe Căliman" / ansamblu anonim (Categorie: locuire) (Tip: Necropolă)                                                              | sat Pietroasa Mică, comuna Pietroasele | Pe Căliman,                           | geto-dacică                                        |            |                                               | Încărcați imagine | Raportați eroare |
| 48539.03.09 (Cod LMI: BZ-I-m-B-02262.04) | Situl arheologic de la Pietroasa Mică - "Pe Căliman" / ansamblu anonim (Categorie: locuire) (Tip: Așezare)                                                                | sat Pietroasa Mică, comuna Pietroasele | Pe Căliman,                           | sec. VI - VII                                      |            |                                               | Încărcați imagine | Raportați eroare |
| 48539.03.10 (Cod LMI: BZ-I-m-B-02262.05) | Situl arheologic de la Pietroasa Mică - "Pe Căliman" / ansamblu anonim (Categorie: locuire) (Tip: Necropolă)                                                              | sat Pietroasa Mică, comuna Pietroasele | Pe Căliman,                           | sec. VI - VII                                      |            |                                               | Încărcați imagine | Raportați eroare |
| 48539.03.11 (Cod LMI: BZ-I-m-B-02262.02) | Situl arheologic de la Pietroasa Mică - "Pe Căliman" / ansamblu anonim (Categorie: locuire) (Tip: Așezare)                                                                | sat Pietroasa Mică, comuna Pietroasele | Pe Căliman,                           | Dridu sec. IX - X                                  |            |                                               | Încărcați imagine | Raportați eroare |
| 48539.03.12 (Cod LMI: BZ-I-m-B-02262.03) | Situl arheologic de la Pietroasa Mică - "Pe Căliman" / ansamblu anonim (Categorie: locuire) (Tip: Necropolă)                                                              | sat Pietroasa Mică, comuna Pietroasele | Pe Căliman,                           | Dridu sec. IX - X                                  |            |                                               | Încărcați imagine | Raportați eroare |
| 48496.02.01 (Cod LMI: BZ-I-s-B-02262)    | Situl arheologic de la Pietroasele - "Via Nedelcu" / ansamblu anonim (Categorie: locuire) (Tip: Așezare)                                                                  | sat Pietroasele, comuna Pietroasele    | Via Nedelcu                           | geto-dacică sec. III - II a. Chr.                  |            |                                               | Încărcați imagine | Raportați eroare |
| 48496.02.02 (Cod LMI: BZ-I-s-B-02262)    | Situl arheologic de la Pietroasele - "Via Nedelcu" / ansamblu anonim (Categorie: locuire) (Tip: Necropolă)                                                                | sat Pietroasele, comuna Pietroasele    | Via Nedelcu                           | dacilor liberi sec. II - IV                        |            |                                               | Încărcați imagine | Raportați eroare |
| 48496.03.01 (Cod LMI: BZ-I-m-B-02262.16) | Necropola din epoca migrațiilor de la Pietroasele - "Pe Bănie" / ansamblu anonim (Categorie: descoperire funerară) (Tip: Necropolă)                                       | sat Pietroasele, comuna Pietroasele    | Pe Bănie                              | sec. IV - V                                        |            |                                               | Încărcați imagine | Raportați eroare |
| 48496.01.01 (Cod LMI: BZ-I-m-B-02262.01) | Așezarea Dridu de la Pietroasele - "La Cuptoare-Cărămidărie" / ansamblu anonim (Categorie: locuire civilă) (Tip: Așezare)                                                 | sat Pietroasele, comuna Pietroasele    | La Cuptoare                           | Dridu sec. IX - XI                                 |            |                                               | Încărcați imagine | Raportați eroare |
| 48496.07.01 (Cod LMI: BZ-I-m-B-02265.16) | Situl arheologic de la Pietroasele - "Via Frunzescu" / ansamblu anonim (Categorie: locuire civilă) (Tip: Așezare)                                                         | sat Pietroasele, comuna Pietroasele    | Via Frunzescu                         |                                                    |            |                                               | Încărcați imagine | Raportați eroare |
| 48496.07.02 (Cod LMI: BZ-I-m-B-02265.15) | Situl arheologic de la Pietroasele - "Via Frunzescu" / ansamblu anonim (Categorie: locuire civilă) (Tip: Așezare)                                                         | sat Pietroasele, comuna Pietroasele    | Via Frunzescu                         | sec. V a. Chr. - I p. Chr.                         |            |                                               | Încărcați imagine | Raportați eroare |
| 48496.07.03 (Cod LMI: BZ-I-m-B-02265.14) | Situl arheologic de la Pietroasele - "Via Frunzescu" / ansamblu anonim (Categorie: locuire civilă) (Tip: Așezare)                                                         | sat Pietroasele, comuna Pietroasele    | Via Frunzescu                         | sec.VI - VII                                       |            |                                               | Încărcați imagine | Raportați eroare |
| 48496.07.04 (Cod LMI: BZ-I-m-B-02265.13) | Situl arheologic de la Pietroasele - "Via Frunzescu" / ansamblu anonim (Categorie: locuire civilă) (Tip: Așezare)                                                         | sat Pietroasele, comuna Pietroasele    | Via Frunzescu                         | sec. X - XII                                       |            |                                               | Încărcați imagine | Raportați eroare |
| 48496.08.01 (Cod LMI: BZ-I-m-B-02265.12) | Situl arheologic de la Pietroasele - "La puțul Giuroiu" / ansamblu anonim (Categorie: locuire) (Tip: Așezare)                                                             | sat Pietroasele, comuna Pietroasele    | La puțul Giuroiu                      |                                                    |            |                                               | Încărcați imagine | Raportați eroare |
| 48496.08.02 (Cod LMI: BZ-I-m-B-02265.06) | Situl arheologic de la Pietroasele - "La puțul Giuroiu" / ansamblu anonim (Categorie: locuire) (Tip: Așezare)                                                             | sat Pietroasele, comuna Pietroasele    | La puțul Giuroiu                      | sec. XIII - XVIII                                  |            |                                               | Încărcați imagine | Raportați eroare |
| 48496.08.03 (Cod LMI: BZ-I-m-B-02265.07) | Situl arheologic de la Pietroasele - "La puțul Giuroiu" / ansamblu anonim (Categorie: locuire) (Tip: Așezare)                                                             | sat Pietroasele, comuna Pietroasele    | La puțul Giuroiu                      | sec. IV                                            |            |                                               | Încărcați imagine | Raportați eroare |
| 48496.08.04 (Cod LMI: BZ-I-m-B-02265.08) | Situl arheologic de la Pietroasele - "La puțul Giuroiu" / ansamblu anonim (Categorie: locuire) (Tip: Necropolă)                                                           | sat Pietroasele, comuna Pietroasele    | La puțul Giuroiu                      | sec. IV                                            |            |                                               | Încărcați imagine | Raportați eroare |
| 48496.08.05 (Cod LMI: BZ-I-m-B-02265.09) | Situl arheologic de la Pietroasele - "La puțul Giuroiu" / ansamblu anonim (Categorie: locuire) (Tip: Necropolă)                                                           | sat Pietroasele, comuna Pietroasele    | La puțul Giuroiu                      | sec. V - III                                       |            |                                               | Încărcați imagine | Raportați eroare |
| 48496.08.06 (Cod LMI: BZ-I-m-B-02265.10) | Situl arheologic de la Pietroasele - "La puțul Giuroiu" / ansamblu anonim (Categorie: locuire) (Tip: Așezare)                                                             | sat Pietroasele, comuna Pietroasele    | La puțul Giuroiu                      | mil V                                              |            |                                               | Încărcați imagine | Raportați eroare |
| 48496.08.07 (Cod LMI: BZ-I-m-B-02265.11) | Situl arheologic de la Pietroasele - "La puțul Giuroiu" / ansamblu anonim (Categorie: locuire) (Tip: Așezare)                                                             | sat Pietroasele, comuna Pietroasele    | La puțul Giuroiu                      | mil V                                              |            |                                               | Încărcați imagine | Raportați eroare |
| 48496.12.01 (Cod LMI: BZ-I-m-B-02265.21) | Situl arheologic de la Pietroasele - Pe drumul lui Puche / ansamblu anonim (Categorie: locuire civilă) (Tip: Așezare)                                                     | sat Pietroasele, comuna Pietroasele    | Pe drumul lui Puche                   |                                                    |            |                                               | Încărcați imagine | Raportați eroare |
| 48496.12.02 (Cod LMI: BZ-I-m-B-02265.20) | Situl arheologic de la Pietroasele - Pe drumul lui Puche / ansamblu anonim (Categorie: locuire civilă) (Tip: Așezare)                                                     | sat Pietroasele, comuna Pietroasele    | Pe drumul lui Puche                   | sec. V a. Chr - I p. Chr.                          |            |                                               | Încărcați imagine | Raportați eroare |
| 48496.12.03 (Cod LMI: BZ-I-m-B-02265.19) | Situl arheologic de la Pietroasele - Pe drumul lui Puche / ansamblu anonim (Categorie: locuire civilă) (Tip: Așezare)                                                     | sat Pietroasele, comuna Pietroasele    | Pe drumul lui Puche                   | getică sec. V a. Chr - I p.                        |            |                                               | Încărcați imagine | Raportați eroare |
| 48496.12.04 (Cod LMI: BZ-I-m-B-02265.02) | Situl arheologic de la Pietroasele - Pe drumul lui Puche / ansamblu anonim (Categorie: locuire civilă) (Tip: Așezare)                                                     | sat Pietroasele, comuna Pietroasele    | Pe drumul lui Puche                   | sec. IV - VII                                      |            |                                               | Încărcați imagine | Raportați eroare |
| 48496.12.05 (Cod LMI: BZ-I-m-B-02265.03) | Situl arheologic de la Pietroasele - Pe drumul lui Puche / ansamblu anonim (Categorie: locuire civilă) (Tip: Așezare)                                                     | sat Pietroasele, comuna Pietroasele    | Pe drumul lui Puche                   | Sântana de Mureș - Cerneahov sec. IV               |            |                                               | Încărcați imagine | Raportați eroare |
| 48496.12.06 (Cod LMI: BZ-I-m-B-02265.04) | Situl arheologic de la Pietroasele - Pe drumul lui Puche / ansamblu anonim (Categorie: locuire civilă) (Tip: Așezare)                                                     | sat Pietroasele, comuna Pietroasele    | Pe drumul lui Puche                   | sec. V a. Chr. - I p. Chr.                         |            |                                               | Încărcați imagine | Raportați eroare |
| 48496.12.07 (Cod LMI: BZ-I-m-B-02265.18) | Situl arheologic de la Pietroasele - Pe drumul lui Puche / ansamblu anonim (Categorie: locuire civilă) (Tip: Așezare)                                                     | sat Pietroasele, comuna Pietroasele    | Pe drumul lui Puche                   | Sântana de Mureș - Cerneahov sec. IV               |            |                                               | Încărcați imagine | Raportați eroare |
| 48496.12.08 (Cod LMI: BZ-I-m-B-02265.17) | Situl arheologic de la Pietroasele - Pe drumul lui Puche / ansamblu anonim (Categorie: locuire civilă) (Tip: Așezare)                                                     | sat Pietroasele, comuna Pietroasele    | Pe drumul lui Puche                   | Sântana de Mureș - Cerneahov                       |            |                                               | Încărcați imagine | Raportați eroare |
| 48496.12.09 (Cod LMI: BZ-I-m-B-02265.05) | Situl arheologic de la Pietroasele - Pe drumul lui Puche / ansamblu anonim (Categorie: locuire civilă) (Tip: Așezare)                                                     | sat Pietroasele, comuna Pietroasele    | Pe drumul lui Puche                   |                                                    |            |                                               | Încărcați imagine | Raportați eroare |
| 48496.12.10 (Cod LMI: BZ-I-m-B-02265.01) | Situl arheologic de la Pietroasele - Pe drumul lui Puche / ansamblu anonim (Categorie: locuire civilă) (Tip: așezare)                                                     | sat Pietroasele, comuna Pietroasele    | Pe drumul lui Puche                   | sec. XVI - XVIII                                   |            |                                               | Încărcați imagine | Raportați eroare |
| 48496.12.11 (Cod LMI: BZ-I-m-B-02265.22) | Situl arheologic de la Pietroasele - Pe drumul lui Puche / ansamblu anonim (Categorie: locuire civilă) (Tip: așezare)                                                     | sat Pietroasele, comuna Pietroasele    | Pe drumul lui Puche                   |                                                    |            |                                               | Încărcați imagine | Raportați eroare |
| 48496.12.12 (Cod LMI: BZ-I-m-B-02265.23) | Situl arheologic de la Pietroasele - Pe drumul lui Puche / ansamblu anonim (Categorie: locuire civilă) (Tip: așezare)                                                     | sat Pietroasele, comuna Pietroasele    | Pe drumul lui Puche                   |                                                    |            |                                               | Încărcați imagine | Raportați eroare |
| 48496.12.13 (Cod LMI: BZ-I-s-B-02265)    | Situl arheologic de la Pietroasele - Pe drumul lui Puche / ansamblu anonim (Categorie: locuire civilă) (Tip: așezare)                                                     | sat Pietroasele, comuna Pietroasele    | Pe drumul lui Puche                   | carpică                                            |            |                                               | Încărcați imagine | Raportați eroare |
| 48496.13.01 (Cod LMI: BZ-I-m-B-02265.05) | Situl arheologic de la Pietroasele - "Valea Bazinului" / ansamblu anonim (Categorie: locuire civilă) (Tip: Așezare)                                                       | sat Pietroasele, comuna Pietroasele    | Valea Bazinului                       |                                                    |            |                                               | Încărcați imagine | Raportați eroare |
| 48496.13.02 (Cod LMI: BZ-I-m-B-02265.04) | Situl arheologic de la Pietroasele - "Valea Bazinului" / ansamblu anonim (Categorie: locuire civilă) (Tip: Așezare)                                                       | sat Pietroasele, comuna Pietroasele    | Valea Bazinului                       | carpică sec. II p.Chr                              |            |                                               | Încărcați imagine | Raportați eroare |
| 48496.13.03 (Cod LMI: BZ-I-m-B-02265.03) | Situl arheologic de la Pietroasele - "Valea Bazinului" / ansamblu anonim (Categorie: locuire civilă) (Tip: Așezare)                                                       | sat Pietroasele, comuna Pietroasele    | Valea Bazinului                       | Sântana de Mureș - Cerneahov sec. IV p. Chr.       |            |                                               | Încărcați imagine | Raportați eroare |
| 48496.13.04 (Cod LMI: BZ-I-m-B-02265.02) | Situl arheologic de la Pietroasele - "Valea Bazinului" / ansamblu anonim (Categorie: locuire civilă) (Tip: Așezare)                                                       | sat Pietroasele, comuna Pietroasele    | Valea Bazinului                       | sec. IV - VII                                      |            |                                               | Încărcați imagine | Raportați eroare |
| 48496.13.05 (Cod LMI: BZ-I-m-B-02265.01) | Situl arheologic de la Pietroasele - "Valea Bazinului" / ansamblu anonim (Categorie: locuire civilă) (Tip: Așezare)                                                       | sat Pietroasele, comuna Pietroasele    | Valea Bazinului                       | sec. XVI - XVIII                                   |            |                                               | Încărcați imagine | Raportați eroare |
| 48496.13.06 (Cod LMI: BZ-I-s-B-02265)    | Situl arheologic de la Pietroasele - "Valea Bazinului" / ansamblu anonim (Categorie: locuire civilă) (Tip: Așezare)                                                       | sat Pietroasele, comuna Pietroasele    | Valea Bazinului                       |                                                    |            |                                               | Încărcați imagine | Raportați eroare |
| 48815.03.01 (Cod LMI: BZ-I-m-B-02269.08) | Necropola hallstattiană de la Potârnichești - "Movila Mare" / ansamblu anonim (Categorie: descoperire funerară) (Tip: Necropolă)                                          | sat Potârnichești, comuna Poșta Câlnău | Movila Mare                           | sec. VII-V a. Chr.                                 |            |                                               | Încărcați imagine | Raportați eroare |
| 48815.01.01 (Cod LMI: BZ-I-m-B-02269.02) | Situl arheologic de la Potârnichești - "Movila Moroianu" / ansamblu anonim (Categorie: descoperire funerară) (Tip: Necropolă)                                             | sat Potârnichești, comuna Poșta Câlnău | Movila Moroianu                       |                                                    |            |                                               | Încărcați imagine | Raportați eroare |
| 48815.01.02 (Cod LMI: BZ-I-m-B-02269.01) | Situl arheologic de la Potârnichești - "Movila Moroianu" / ansamblu anonim (Categorie: descoperire funerară) (Tip: Necropolă)                                             | sat Potârnichești, comuna Poșta Câlnău | Movila Moroianu                       | Sântana de Mureș - Cerneahov sec. IV               |            |                                               | Încărcați imagine | Raportați eroare |
| 48815.02.01 (Cod LMI: BZ-I-m-B-02269.07) | Situl arheologic de la Potârnichești - "Movila lui Pătrașcu" / ansamblu anonim (Categorie: descoperire funerară) (Tip: Necropolă)                                         | sat Potârnichești, comuna Poșta Câlnău | Movila lui Pătrașcu                   | sec. XII - V a. Chr.                               |            |                                               | Încărcați imagine | Raportați eroare |
| 48815.02.02 (Cod LMI: BZ-I-m-B-02269.06) | Situl arheologic de la Potârnichești - "Movila lui Pătrașcu" / ansamblu anonim (Categorie: descoperire funerară) (Tip: Necropolă)                                         | sat Potârnichești, comuna Poșta Câlnău | Movila lui Pătrașcu                   | Sântana de Mureș - Cerneahov sec. IV p. Chr.       |            |                                               | Încărcați imagine | Raportați eroare |